# Cecilia Cuțescu-Storck

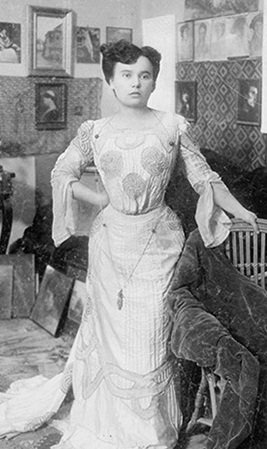
Cuțescu-Storck, ~1910

Cecilia Cuțescu-Storck (Câineni, 14 de marzo de 1879 – Bucarest, 29 de octubre de 1969) fue una pintora y feminista rumana.

## Biografía
Cecilia Cuțescu nació en el pueblo de Râul Vadului, en la comuna de Câineni. Fue adoptada por sus abuelos maternos, de los cuales tiene el nombre de Cuțescu. Sin embargo, se mantuvo muy unida a sus padres, Natalia e Ion Brăneanu, y a sus hermanas Fulvia (que murió en su adolescencia) y Ortansa, que se convirtió en una importante activista feminista en Rumania.
Comenzó sus estudios en Damenakademie, Munich, en 1897. En 1899 se muda a París, tomando clases en la Academia Julian y la Escuela de Bellas Artes en París. Sus pinturas se presentaron al público a través de exposiciones realizadas en Francia y Rumania. También fue profesora de dibujo, siendo la primera mujer profesora en el sistema escolar europeo.
Se casó con el escultor  Frederic Storck.
En junio de 2010, por iniciativa del rector de la Economic Studies Academy de Bucarest, Gheorghe Roșca, y del alcalde de Câineni, Ion Nicolae, se instaló una placa conmemorativa en Râul Vadului.
El Frederic and Cecilia Cuțescu-Storck Art Museum es un museo de arte moderno localizado en Bucharest, Romania, dedicado a la pintora y a su esposo. El museo se encuentra en la que fue la casa familiar, construida entre 1911 y 1913 por el arquitecto Alexander Clavel, en la calle Vasile Alecsandri.  La colección incluye paisajes de Balchik, perspectivas europeas y retratos. También son destacables las pinturas morales decorando el taller del artista.

## Reconocimientos
- Medalla de Oro y Gran Premio en la Exposición Internacional de Barcelona  (1929)

- Caballero de la Orden del Mérito Civil, España (1930)

- Caballero de la Legión de Honor, Francia (1933)

- Medalla de oro en la Exposición Internacional de París (1937)

- Maestro emérito de arte en 1957, por los logros artísticos de toda una vida.[4]